# إميريتش فوغل
إمري فوغل (بالرومانية: Emerich Vogl) الشهير باسم إميريتش فوغل (بالرومانية: Emerich Vogl) (12 أغسطس 1905 في تيميسفار ، الإمبراطورية النمساوية المجرية – 29 أكتوبر 1971 في بوخارست ، رومانيا) لاعب كرة قدم روماني ذو أصول مجرية كان يجيد اللعب خط الدفاع كما كان يجيد اللعب في خط الوسط .

## السيرة الذاتية

### الأندية
انضم فوغل إلى نادي تشينزول تيميشوارا ناشئا من 1921 إلى 1922 وعندما بلغ من العمر 17 سنة انضم إلى الفريق الأول حقق خلالها بطولة دوري الدرجة الأولى 5 مرات . في سنة 1929 انضم برفقة زميله لازلو رافينسكي إلى نادي يوفنتوس بوخارست . استطاع أن يساهم في تحقيق بطولة الدوري الوحيدة في تاريخه . بقي فوغل في نادي يوفنتوس بوخارست حتى نهاية مسيرته الرياضية كلاعب في سنة 1940 .

### المنتخب
لعب فوغل 29 مباراة دولية مع منتخب رومانيا مسجلا هدف واحد في الفترة من 1924 إلى 1934 . كانت أول مباراة دولية في مواجهة منتخب تشيكوسلوفاكيا وديا وانتهت بالخسارة في أغسطس 1924 . في مباراته الدولية الثالثة تم اختياره قائدا لمنتخب رومانيا . كما زميله رافينسكي فقد سجل فوغل هدفه الدولي الوحيد في مرمى منتخب اليونان الودية . تقرر استدعاء رافينسكي للمشاركة مع منتخب بلاده في بطولة كأس العالم لكرة القدم 1930 التي ستقام في الأوروغواي  ولكن الشركة التي يعمل فيها أسترا رومانا رفضت التصريح له بالسفر ومنحه إجازة براتب  هو وزميله أيضا رافينسكي ولكن تدخل أوكتاف لاتشيدي جعل الشركة توافق على سفرهما على متن السفينة الكونت الأخضر . لعب رافينسكي المباراتين في الدور الأول أمام بيرو ثم الأوروغواي المستضيف. في سنة 1934 تم استدعائه مجددا للمشاركة في بطولة كأس العالم لكرة القدم 1934 ولعب أمام منتخب تشيكوسلوفاكيا والتي خسرها بنتيجة 1-2 وخرج من الدور الأول . وكانت هذه المباراة الأخيرة في مسيرة فوغل الدولية .

### الأهداف الدولية
| #  | التاريخ      | الملعب                             | المنافس | التسجيل | النتيجة | البطولة           |
| -- | ------------ | ---------------------------------- | ------- | ------- | ------- | ----------------- |
| 1. | 25 مايو 1930 | ملعب أو إن إي إف, بوخارست، رومانيا | اليونان |         | 8 – 0   | بطولة كأس البلقان |

### بعد الاعتزال
بعد اعتزال فوغل اتجه إلى مهنة التدريب وتولى قيادة نادي يوفنتوس بوخارست سنة 1942 وبقي حتى سنة 1949 . كما درب منتخب رومانيا في 4 فترات متفرقة . اعتبارا من سنة 1963 تم تعيينه مستشارا لنادي رابيد بوخارست حتى وفاته كما تم تعيينه مستشارا في منتخب رومانيا وساهمت نصائحه في التأهل إلى بطولة كأس العالم لكرة القدم 1970 التي أقيمت في المكسيك .

## روابط خارجية
- إميريتش فوغل على موقع الاتحاد الدولي (مؤرشف)  (الإنجليزية)
- إميريتش فوغل على موقع قاعدة بيانات كرة القدم.إي يو (الإنجليزية)
- إميريتش فوغل على موقع ناشيونال فوتبول تيمز (الإنجليزية)
- إميريتش فوغل على موقع عالم كرة القدم.نت (الإنجليزية)